# أتوس

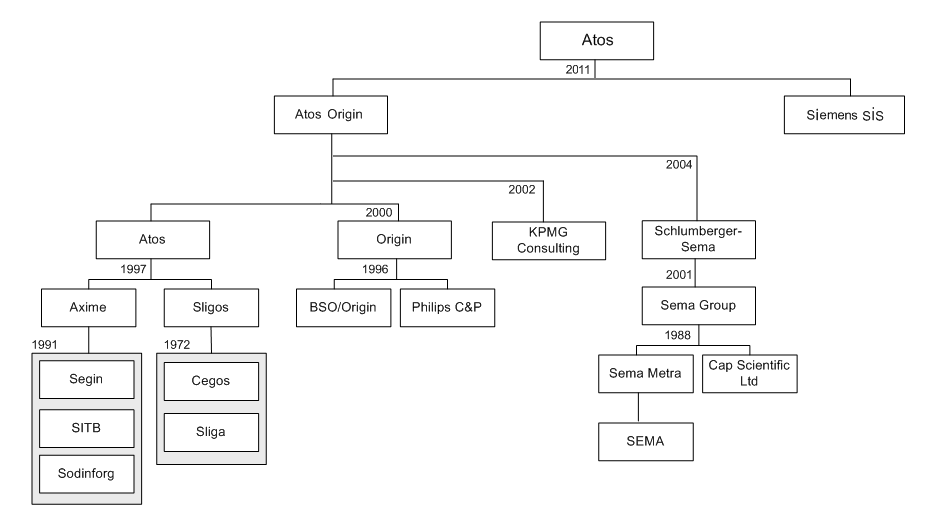
رسم تخطيطي لتاريخ عمليات الاستحواذ لشركة أتوس

أتوس هي شركة فرنسية متعددة الجنسيات لخدمات والاستشارات تكنولوجيا المعلومات (IT) مقرها في بزنوس، فرنسا والمكاتب في جميع أنحاء العالم. وهي متخصصة في خدمات المعاملات عالية التقنية والاتصالات الموحدة والسحابة والبيانات الكبيرة وخدمات الأمن السيبراني. 